# Les Peres
Les Peres és una muntanya de 670 metres que es troba al municipi de les Avellanes i Santa Linya, a la comarca catalana de la Noguera.